# Persoonia longifolia
Persoonia longifolia (лат.) — кустарник или небольшое дерево, вид рода Персоония (Persoonia) семейства Протейные (Proteaceae), эндемик юго-запада Западной Австралии. Вид с плакучей листвой, жёлтыми цветами и характерной шелушащейся корой.

## Ботаническое описание

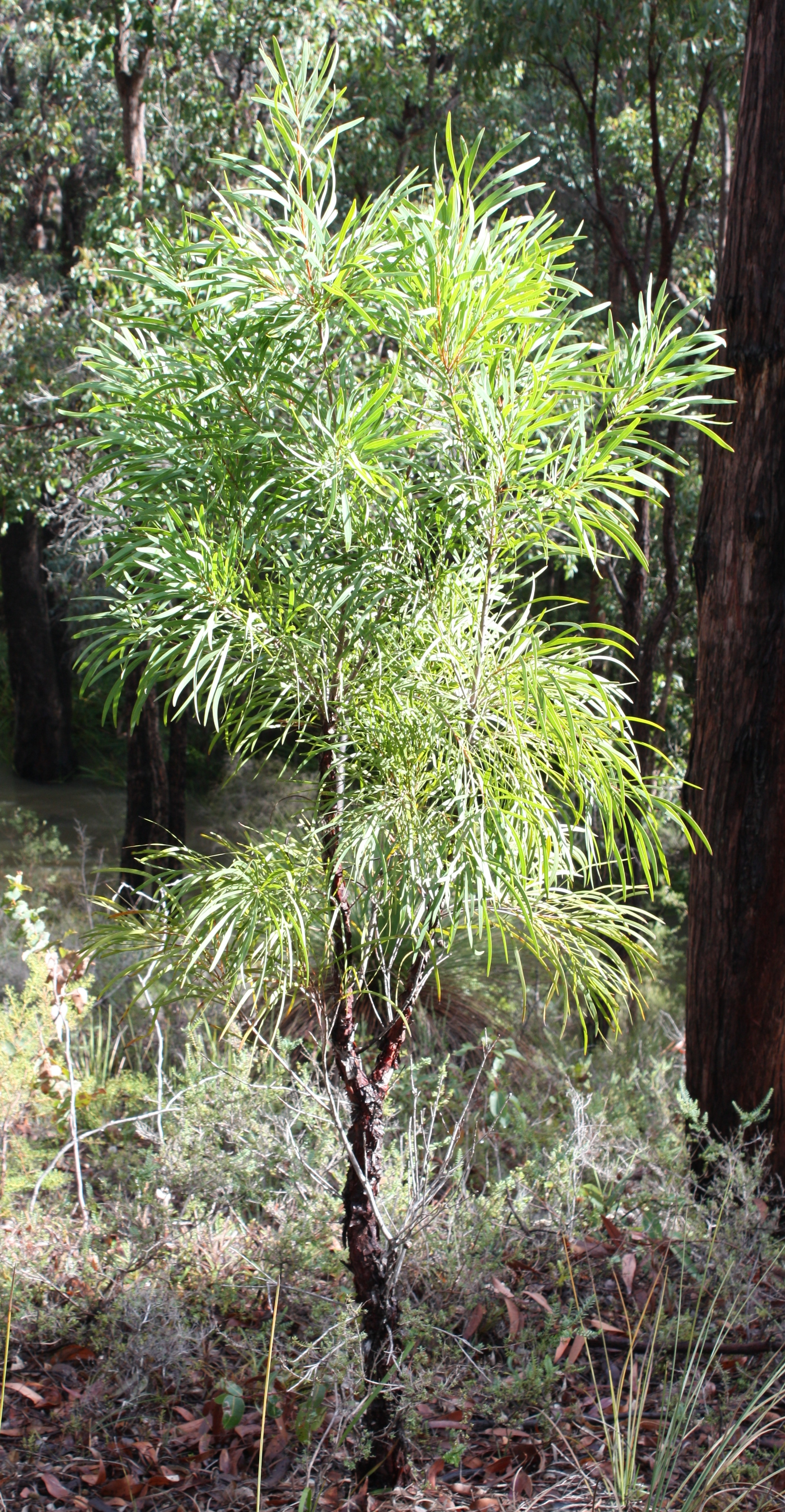
Общий вид

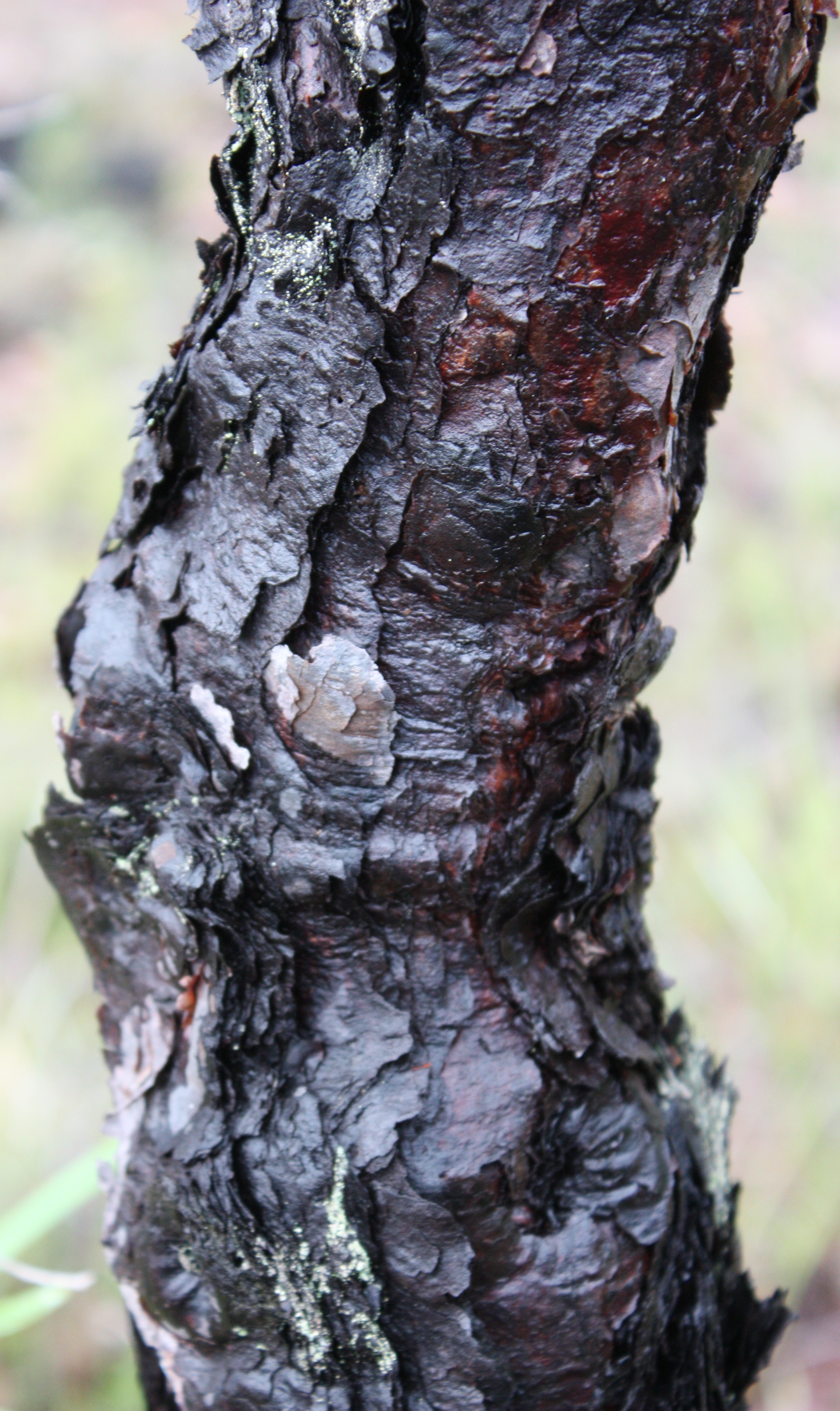
Кора

Persoonia longifolia — прямостоячий кустарник или небольшое дерево высотой 1-5 м обычно с одним основным стволом. кора слоисто-бумажная коричневая или сероватая на поверхности и красновато-пурпурная снизу. Молодые веточки покрыты волосками от коричневого до ржавого цвета. Листья имеют линейную или копьевидную форму с более узким концом к основанию, длиной 80-200 мм и шириной 2-16 мм. Цветки растут группами по 30 штук на стеблях длиной до 70 мм у концов ветвей, каждый цветок на цветоножке 4-12 мм в длину, листочки околоцветника жёлтые и 10-12 мм, пыльники  жёлтые длиной10-16 мм. Цветение происходит с октября по январь, плод представляет собой гладкую костянку длиной 7,5-10 мм и шириной 6-7,5 мм, созревающую с июля и содержащую одно семя.

## Таксономия
Впервые вид был официально описан в 1810 году Робертом Брауном в Transactions of the Linnean Society of London. Видовое название — от латинских слов longus, «длинный», и folium, «лист». Внутри рода Persoonia вид классифицируется в группе Lanceolata, группе из 54 близкородственных видов с похожими цветами, но очень разной листвой. Эти виды часто скрещиваются друг с другом, где встречаются два члена группы.

## Распространение и местообитание
Persoonia longifolia — эндемик Австралии. Ареал находится на юго-западе Западной Австралии в пределах 70 км от побережья между Албани и юго-восточными окраинами Перта. Растёт в эвкалиптовтх лесах с Eucalyptus marginata, эвкалиптом разноцветным, Corymbia calophylla и Eucalyptus jacksonii.

## Экология
Persoonia longifolia вырастает как из эпикормальных почек, так и из лигнотубера после пожара, часто через несколько месяцев.
Фенологические исследования показали, что вид растёт, цветёт и плодоносит летом. Молодые ветви часто повреждаются личинками бабочки Ptyssoptera, а также птицами, в том числе траурным какаду Бэнкса (Calyptorhynchus banksii) и воротничковым попугаем (Barnardius zonarius). Цветение начинается в октябре и завершается к январю, пик цветения приходится на ноябрь и декабрь. Единственными опылителями, наблюдаемыми в ходе исследования, были местные пчёлы и завезенная медоносная пчела (Apis mellifera).
Созревшие плоды опадают с конца июля по сентябрь, и их часто поедают валлаби, кенгуру и короткохвостый сцинк (Tiliqua rugosa). Если плоды не поедаются животными, мясистая часть плода гниёт, сморщивается и высыхает. Прорастание плодов, произведенных в предыдущем сезоне, происходит в конце зимы — начале весны, но микроклимат, по-видимому, является важным фактором скорости прорастания. Однако большинство всходов погибает от высыхания или выпаса.

## Охранный статус
Департамент парков и дикой природы правительства Западной Австралии классифицирует эту личность как «не находящуюся под угрозой».

## Использование
Вид используется для озеленения отвалов рудников и в торговле цветами на срезку, поскольку цветы P. longifolia ценятся за свой мокрый вид и долговечность. Вид также имеет потенциал в торговле питомниками из-за декоративной симметричной кроны, плакучей листвы и текстурированной шелушащейся коры, однако исследования показали, что для прорастания семян требуется не менее восемнадцати месяцев захоронения в почве.